# سالم الهارش
سالم جمال محمد الهارش مواليد 7 أكتوبر 1998 لاعب كرة قدم يمني يجيد اللعب كحارس مرمى في وحدة عدن ومنتخب اليمن.

## روابط خارجية
- سالم الهارش على موقع قاعدة بيانات كرة القدم.إي يو (الإنجليزية)
- سالم الهارش على موقع ناشيونال فوتبول تيمز (الإنجليزية)
- سالم الهارش على موقع كووورة